# 协同反应

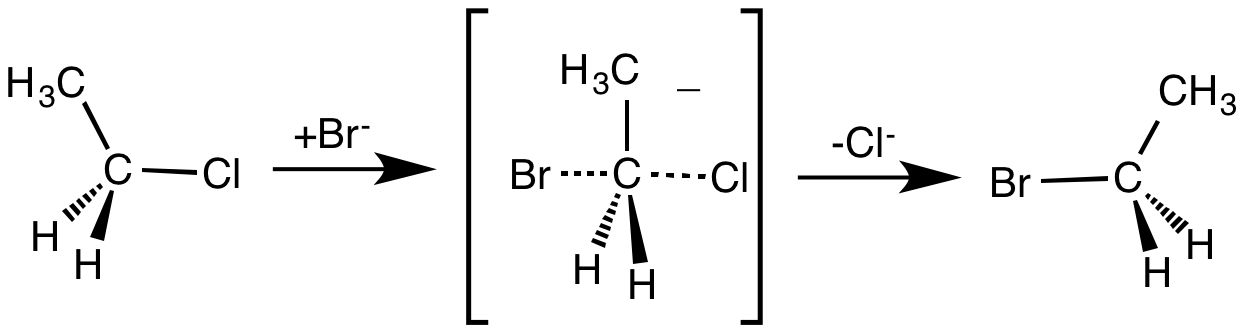
溴离子和氯乙烷的S_{N}2反应是一个协同反应

协同反应（英語：Concerted Reaction）是一类键的断裂和形成同时发生的化学反应。这类反应不受溶剂、催化剂等的影响，反应机理不涉及活性中间体和其它高能中间体，而是往往通过一个过渡态进行的（有环状过渡态的协同反应又称周环反应），因而反应具有较高的立体选择性。以前人们对此类反应了解甚少，直到1965年伍德沃德与霍夫曼提出分子轨道对称守恒原理，人们对它才有了较充分的认识，并开始能够预言协同反应发生的可能性与立体专一性。
一般常见的协同反应有电环化反应、环加成反应、σ迁移反应。双分子亲核取代反应也被认为是协同反应的一种。